# Marica Hase
Marica Hase (en japonés: 長谷真理香) (Tokio, 26 de septiembre de 1981) es una actriz pornográfica y modelo erótica japonesa.

## Biografía
Nacida en Tokio, debutó como gravure idol en 2007. Más tarde, participó en algunas producciones y apareció como modelo de desnudos a partir del año 2008.
En septiembre de 2009 ganó el premio publicitario Tinkle al 1st SOD star Cinderella audition, e hizo su debut como AV Idol en diciembre de ese mismo año en Actual Gravure Idol x AV Debut para SOD create Studio. Comenzaría su carrera como actriz porno en 2012.
Como actriz porno, ha trabajado para estudios como Evil Angel, Elegant Angel, New Sensations, X-Art, 21Sextury, Jules Jordan Video, Adam & Eve, Girlfriends Films, SexArt, Devil's Film, 3rd Degree, Diabolic Video, Brazzers, Reality Kings o Kink.com.
Fue elegida Pet of the Month de la revista Penthouse en enero de 2013.
En 2014 y 2015 obtuvo la nominación en los Premios XBIZ a Artista femenina extranjera del año.
Por su parte, en los Premios AVN recibió primero, en 2014, la nominación también a Artista femenina extranjera del año, y segundo, en 2015, una nominación a la Mejor escena de sexo en producción extranjera por XXX Fucktory: The Auditions.
En 2017 estuvo nominada en los XBIZ a la Mejor escena de sexo en realidad virtual por Marica Hase Room Service.
Ha trabajado en más de 590 películas como actriz.
Algunas películas de su filmografía son Anal Appetite, Asian Addiction, Evil Anal 22, Fetish Fanatic 14, Girl Train 5, How to Train a Delinquent Teen 2, Lesbian Anal Sex Slaves, Mike John's Jerk Off Material 9, My Asian Hotwife, PerryVision 3, Pornification, Squirtwomen o Suck Balls 3.

## Premios y nominaciones
| Año  | Ceremonia                   | Resultado | Premio                                           | Trabajo                           |
| ---- | --------------------------- | --------- | ------------------------------------------------ | --------------------------------- |
| 2013 | Sex Awards                  | Nominada  | Sexiest Adult Star                               | —                                 |
| 2014 | Premios AVN                 | Nominada  | Artista femenina extranjera del año              | —                                 |
| 2014 | Spank Bank Awards           | Nominada  | International Fuck Bunny                         | —                                 |
| 2014 | Premios XBIZ                | Nominada  | Artista femenina extranjera del año              | —                                 |
| 2015 | Premios AVN                 | Nominada  | Mejor escena de sexo en producción extranjera    | XXX Fucktory: The Auditions       |
| 2015 | Spank Bank Awards           | Nominada  | Imported Temptress of the Year                   | —                                 |
| 2015 | Spank Bank Awards           | Nominada  | ife Sized Human Hand Puppet                      | —                                 |
| 2015 | Spank Bank Technical Awards | Ganadora  | Most Likely To Star In Her Own XXX Anime Feature | —                                 |
| 2015 | Premios XBIZ                | Nominada  | Artista femenina extranjera del año              | —                                 |
| 2016 | Spank Bank Awards           | Nominada  | Countess of Contortionism                        | —                                 |
| 2016 | Spank Bank Awards           | Nominada  | Most Underrated Slut                             | —                                 |
| 2016 | Spank Bank Awards           | Nominada  | Bondage Artiste of the Year                      | —                                 |
| 2016 | Spank Bank Awards           | Nominada  | Super Squirter of the Year                       | —                                 |
| 2016 | Spank Bank Awards           | Nominada  | Imported Temptress of the Year                   | —                                 |
| 2016 | Spank Bank Technical Awards | Ganadora  | Geisha of Gash                                   | —                                 |
| 2016 | Spank Bank Technical Awards | Ganadora  | Living Anime Fairy Fuck Princess                 | —                                 |
| 2017 | Premios XBIZ                | Nominada  | Mejor escena de sexo en realidad virtual         | Marica Hase Room Service          |
| 2017 | Spank Bank Awards           | Nominada  | Countess of Contortionism                        | —                                 |
| 2017 | Spank Bank Awards           | Nominada  | Creampied Cutie of the Year                      | —                                 |
| 2017 | Spank Bank Awards           | Nominada  | Two Hot Dogs in a Hallway                        | —                                 |
| 2017 | Spank Bank Awards           | Nominada  | Webcam / Skype Show Girl of the Year             | —                                 |
| 2017 | Spank Bank Awards           | Nominada  | Imported Enchantress of the Year                 | —                                 |
| 2017 | Spank Bank Awards Technical | Ganadora  | Slutty Samuri                                    | —                                 |
| 2018 | Premios AVN                 | Nominada  | Mejor escena de sexo en realidad virtual         | Fuck Bill                         |
| 2018 | Premios AVN                 | Nominada  | Premio fan: Mejor sitio web de una actriz        | marica-hase.com                   |
| 2018 | Premios XBIZ                | Nominada  | Mejor escena de sexo en realidad virtual         | Marica's Massage                  |
| 2019 | Premios AVN                 | Nominada  | Mejor escena de sexo lésbico en grupo            | Carnal                            |
| 2019 | Premios AVN                 | Nominada  | Premio fan: Artista femenina favorita            | —                                 |
| 2019 | Premios AVN                 | Nominada  | Premio fan: Camgirl cosplayer favorita           | —                                 |
| 2019 | Premios XBIZ                | Nominada  | Mejor escena de sexo en realidad virtual         | A Bachelor Party Orgy to Remember |
| 2019 | Premios Urban X             | Nominada  | Artista femenina del año                         | —                                 |
| 2020 | Premios XBIZ                | Nominada  | Mejor escena de sexo en película gonzo           | Craving Anal Volume 2             |
| 2020 | Premios XBIZ                | Nominada  | Mejor escena de sexo en película de todo sexo    | The Invitation                    |
| 2021 | Premios AVN                 | Nominada  | Aparición mainstream del año                     | —                                 |
| 2022 | Premios AVN                 | Ganadora  | Mejor escena de sexo en grupo                    | Chaired                           |